# تورونتو
تورونتو هي أكبر مدن كندا وعاصمة مقاطعة أونتاريو. تقع تورونتو في جنوب أونتاريو على الساحل الشمالي الشرقي من بحيرة أونتاريو. بدأ تاريخ المدينة في نهاية القرن الثامن عشر عندما اشترى المدينةَ التاج البريطاني. أنشأ البريطانيون مستعمرة هناك أسموها مدينة يورك، وهوالاسم القديم لمدينة تورونتو. نُهبت المدينة خلال معركة يورك خلال حرب 1812. وفي عام 1834، تم تحويل يورك إلى مدينة وسميت تورونتو. تعرضت تورونتو لحريقين ضخمين سببا لها أضراراً جسيمة، أولهما عام 1849 والثاني عام 1904. توسعت المدينة مرات عديدة على مر السنين من خلال الاندماج مع البلديات المجاورة، وكان آخر توسعاتها عام 1998.
فاق عدد سكان تورونتو 2.6 مليون نسمة وفقاً لإحصائية عام 2011، وبذلك تكون تورونتو خامس أكثر مدن قارة أمريكا الشمالية اكتظاظاَ بالسكان بعد مكسيكو سيتي، ونيويورك، ولوس أنجلوس، وشيكاغو على الترتيب. أما منطقة تورونتو الحضرية فقد بلغ عدد سكانها 5,583,064 نسمة عام 2011. أما منطقة تورونتو الكبرى فقد بلغ عدد سكانها 6,054,191 وفقاً لإحصائيات عام 2011. مدينة تورونتو هي قلب منطقة تورونتو الكبرى ومنطقة الاكتظاظ السكاني في جنوب أونتاريو المعروف باسم حدوة الحصان الذهبي. يعكس تنوع أصول وأعراق سكان المدينة  دورها كوجهة هامّة للمهاجرين إلى كندا. حيث أن تورونتو هي إحدى أكثر مدن العالم تنوعاً من حيث نسبة المقيمين غير المولودين فيها، حيث ولد 49% منهم خارج كندا. اعتبرت تورونتو مدينة عالمية بامتياز، كما أنها اختيرت كإحدى أفضل مدن العالم معيشةً. بصفتها العاصمة التجارية للبلاد، تورونتو هي مقر لبورصة كندا وأكبر خمسة بنوك في البلاد. تورونتو هي المدينة التي استضافت دورة الألعاب الأمريكية لعام 2015.

## التاريخ

### قبل عام 1800
عندما وصل الأوروبيّون لأول مرة إلى المنطقة التي تقع عليها تورونتو في الوقت الحاضر، كانت قبائل هورون التي حلت محل قبائل الإيروكواس التي عاشت هناك لقرون تسكن على مقربة من هؤلاء الأوروبيين. ومن المرجح أن اسم تورونتو أخذ من الكلمة الإيروكواسيّة تكارونتو التي تعني المكان الذي تقف فيه الأشجار على المياه  إشارةً إلى الطرف الشمالي من ما يعرف الآن ببحيرة سيمكو حيث زرعت قبائل هورون أشتال أشجار هناك. كان مسار نقل البضائع بين بحيرة أونتاريو وبحيرة هرون يمر بهذه النقطة مما أدّى إلى انتشار الاسم.
أنشأ التجار الفرنسيون محطة تجارية عام 1750 أسموها فور روييه (بالفرنسية: Fort Rouillé) على الأرض الواقعة في الجزء الغربي من مدينة تورونتو المعاصرة، لكنّهم تخلوا عنها بحلول عام 1759. شهدت منطقة تورونتو خلال حرب الاستقلال الأمريكية تدفق المستوطنين البريطانيين والموالين للإمبراطورية البريطانية الفارّين ليستوطنوا الأراضي غير المأهولة الواقعة شمال بحيرة أونتاريو (تورونتو اليوم). وفي عام 1787، فاوض البريطانيون من أجل شراء تورونتو وهو ما حصل، مؤمّنين بذلك ربع مليون فدان من الأراضي (1000 كم مربع) من منطقة تورونتو.
في عام 1793، بني حاكم المنطقة المفوّض من قبل بريطانيا العظمى جون غريفز سيمكو مدينة يورك على الأراضي المستوطنة، وأطلق عليها هذا الاسم تيمناً بالأمير فريدريك دوق يورك وألباني، واختارها لتكون عاصمة كندا العليا بدلاً من مدينة نيوارك  وذلك لاعتقاده أنها ستكون أقل عرضة للتعرض للهجوم من قبل الأمريكيين.

### بين عامي 1800 - 1945
في عام 1813، كجزء من حرب 1812، انتهت معركة يورك بسيطرة القوات الأمريكية على المدينة ونهبها. عمد الجنود الأمريكيون إلى تدمير المدينة وأحرقوا مبنى البرلمان فيها خلال الخمسة أيام التي بقيت فيها المدينة تحت سيطرتهم. كان نهب المدينة العامل الأساسي الذي يقف وراء حريق واشنطن الذي قامت به القوات البريطانية عام 1814. استبدل اسم يورك بتورونتو في 6 مارس عام 1830، وبذلك تكون عادت إلى اسمها الأصلي.

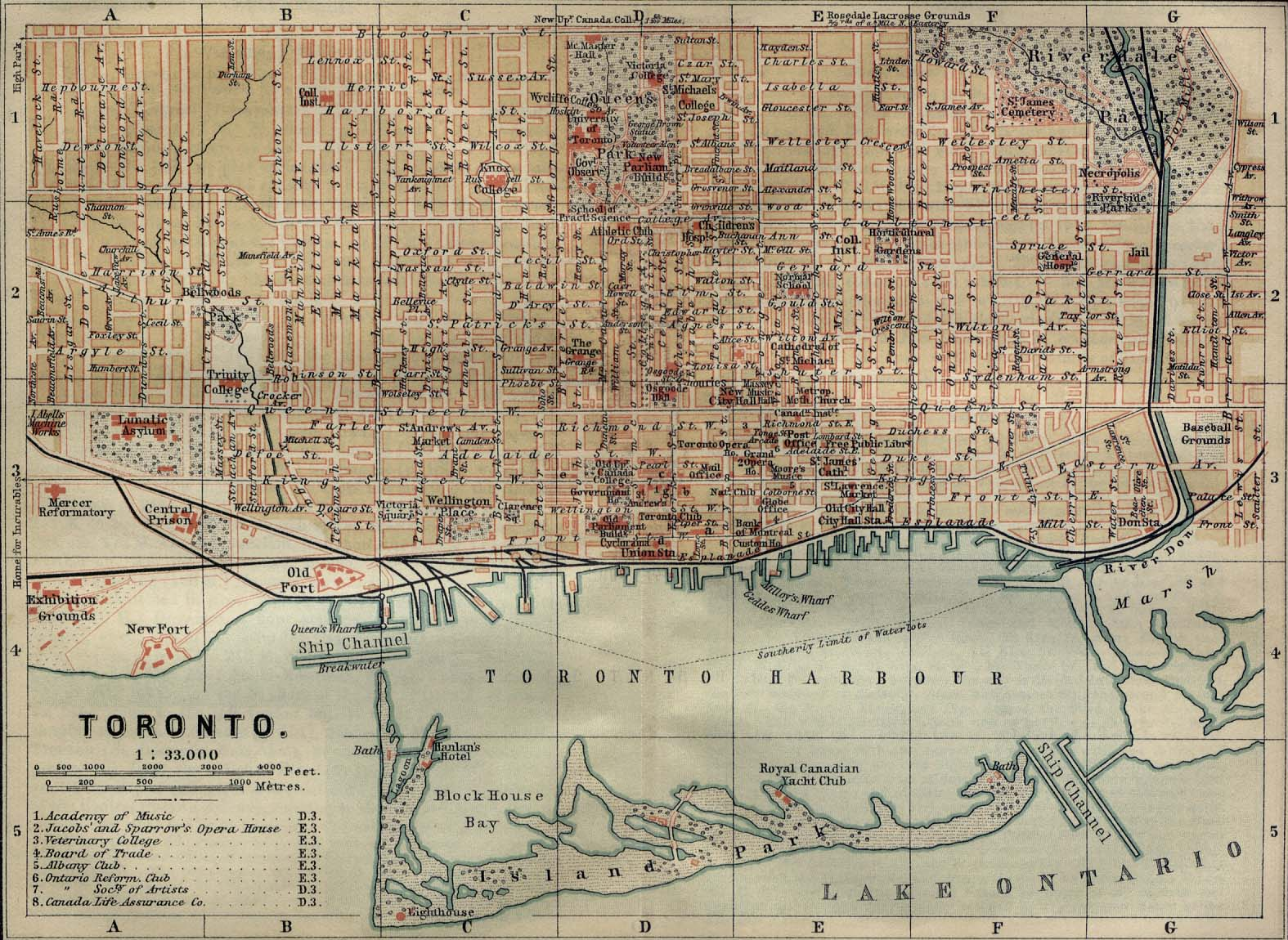
خريطة تورونتو (1894).

كان عدد سكان تورونتو في ذلك الحين 9 آلاف فقط، بما فيهم العبيد الأمريكيين ذوي الأصول الأفريقية الفارّين وكذلك العبيد الذين أُحضروا مع المستعمرين البريطانيين. ألغيت العبودية بشكل صارم في كندا العليا عام 1834. أصبح السياسي الإصلاحي ويليام ماكنزي عمدة تورونتو الأول، وقاد ثورة ضد الإمبراطورية البريطانية إلا أنها باءت بالفشل. نمت المدينة بشكل سريع فيما تبقى من القرن التاسع عشر وكانت الوجهة الرئيسية للمهاجرين إلى كندا. كان أول تدفق سكاني كبير عندما قدمت أعداد كبيرة من الإيرلنديين بعد وقوع مجاعة أيرلندا الكبرى وكان معظمهم من بالكاثوليك. بحلول عام 1851، كان معظم المولودين في تورونتو من أصول إيرلندية كاثوليكية، إلى جانب مجموعة لا بأس بها من الإيرلنديين البروتستانت وكذلك الإنجليز والاسكتلنديين.
كانت تورونتو عاصمة لمقاطعة كندا مرتين لفترتين وجيزتين. المرة الأولى من عام 1849 إلى 1852 في أعقاب الاضطرابات التي وقعت في مونتريال، والمرة الثانية من عام 1856 إلى 1858. ثم استبدلت بمدينة كيبك التي ظلت عاصمة البلاد حتى عام 1866، أي قبل عام واحد من اتحاد كندا. وظلت أوتوا منذ ذلك الحين عاصمة البلاد حتى الوقت الحاضر. أصبحت تورونتو عاصمة مقاطعة أونتاريو بعد اتحاد البلاد عام 1867 بعد أن كانت عاصمة لكندا العليا.

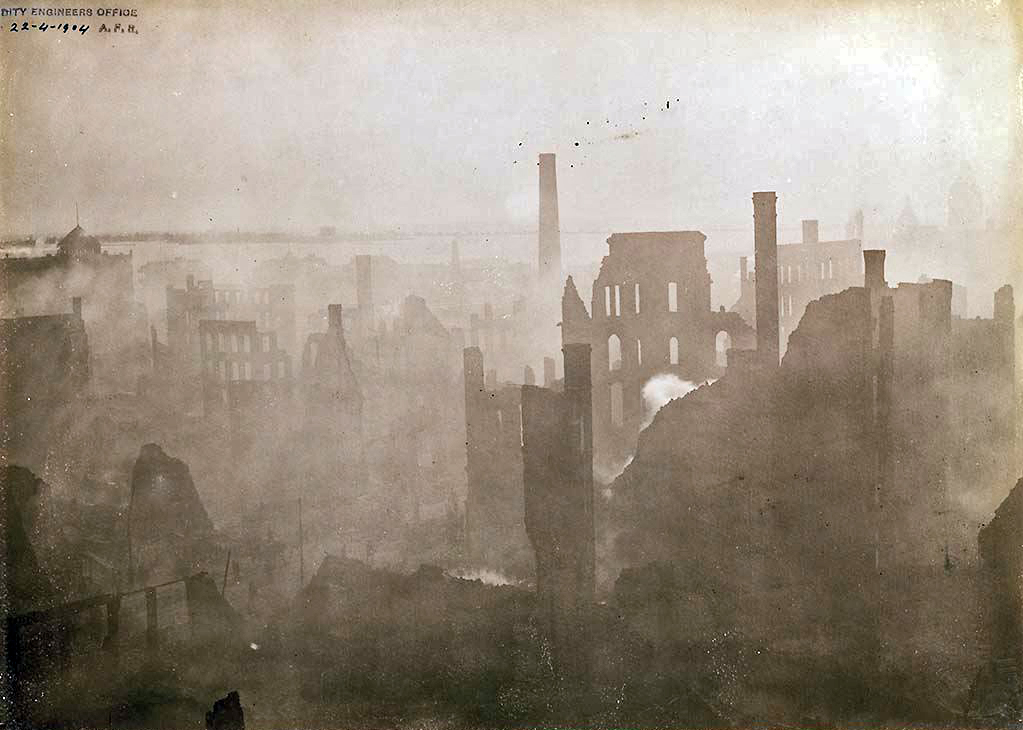
حريق تورونتو الكبير عام 1904.

في القرن التاسع عشر، تم بناء نظام صرف صحي شامل في المدينة، وانتشرت إضاءة الشوارع بمصابيح غاز، وشيّدت خطوط سكك حديدية لمسافات طويلة، بما فيها الخط الذي تمّ إنشاؤه 1854 ليربط تورونتو مع البحيرات الكبرى العليا. كما وبنيت أول محطة قطارات في تلك الفترة. أدّى ظهور السكك الحديدية إلى زيادة كبيرة في أعداد المهاجرين القادمين إلى تورونتو، وكذلك تطوير التجارة والصناعة فيها. كما أدخلت السفن البخارية والمراكب الشراعية إلى الميناء الواقع في بحيرة أونتاريو مما مكن تورونتو من أن تصبح بوابو رئيسية تربط العالم بالمناطق الداخلية في قارة أمريكا الشمالية.
أصبحت تورونتو بعد ذلك مركزاً لصناعة الكحول (خصوصاً المشروبات الروحية) في أمريكا الشمالية، حيث احتضنت تورونتو كبر شركة لصناعة الويسكي في العالم خلال ستينيّات القرن التاسع عشر. سمح ميناء تورونتو باستيراد الحبوب والسكر، كما أدّى توسع الميناء وتطور السكك الحديدية إلى جلب الأخشاب من المناطق الشمالية وتصديرها.
دمّر حريق تورونتو العظيم عام 1904 قسماً كبيراً من مركز المدينة، لكن أعيد بناء المدينة سريعاً. سبب الحريق أضراراً كلفت أكثر من 10 ملايين دولار. نتيجة لهذا الحريق، أصبحت قوانين السلامة من الحرائق أكثر صرامة، وتم تطوير وتوسيع دائرة الإطفاء في المدينة.
استقبلت المدينة مجموعات مهاجرة جديدة في أواخر القرن التاسع عشر وبدايات القرن العشرين، خصوصاً الألمان، والفرنسيين، والإيطاليين، واليهود من مختلف أنحاء أوروبا الشرقية. تبعهم بعد ذلك الصينيون، والروس، والبولنديون، بالإضافة إلى مهاجرين قدموا من العديد من دول أوروبا الشرقية الأخرى. عاش العديد من هؤلاء المهاجرين في أحياء فقيرة مكتظة بالسكان. على الرغم من حقيقة أن المدينة قد نمت بشكل سريع بحلول عشرينيّات القرن الماضي، إلا أن تورونتو ظلت تحتل المركز الثاني من حيث الأهمية الاجتماعية والاقتصادية خلف مونتريال. لكن بحلول عام 1934، أصبحت بورصة تورونتو الأكبر في البلاد.

### بعد عام 1945

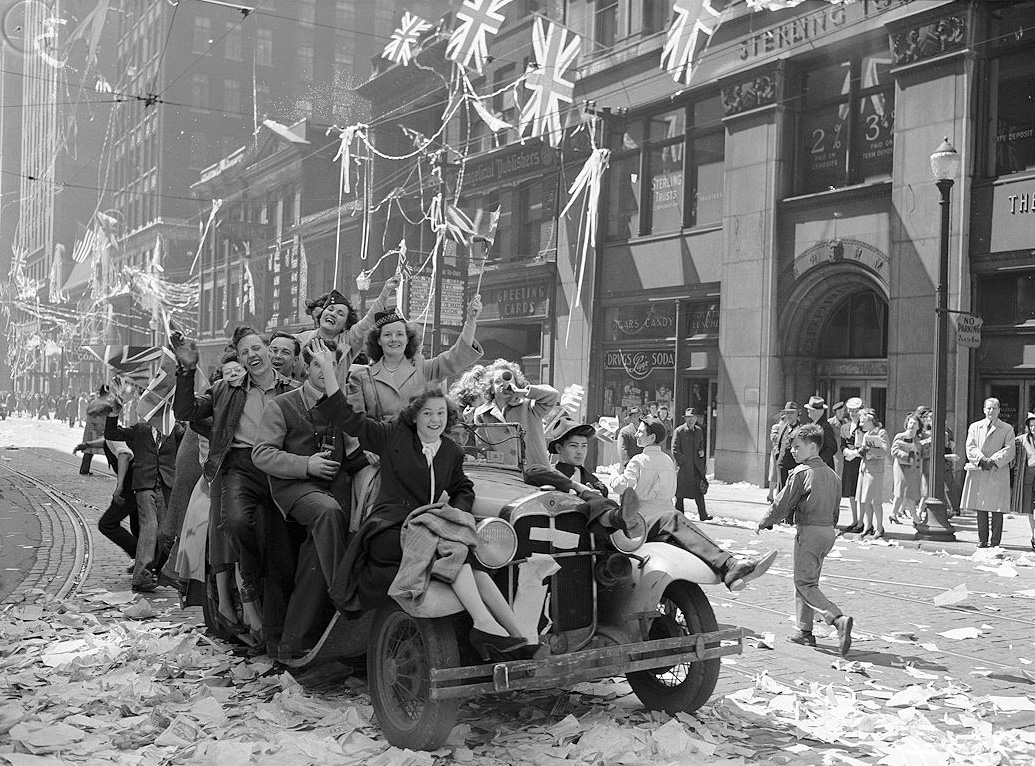
احتفالات بنهاية الحرب الأوروبية (V-E Day أوVictory in Europe Day) في شارع باي (Bay Street) بمدينة تورنتو، كندا في شهر مايو من عام 1945م

في أعقاب الحرب العالمية الثانية، تضافر على تورونتو اللاجئون من الدول الأوروبية التي مزقتها الحرب، مثل عمال البناء الذين قدموا غالباً من إيطاليا أو البرتغال، بالإضافة إلى الصينيين الباحثين عن فرص عمل. وبعد إلغاء بعض القوانين العنصرية المتعلقة بالهجرة في الستينيات، بدأ المهاجرون بالقدوم من جميع أنحاء العالم. بلغ تعداد السكان في تورونتو عام 1951 أكثر من مليون نسمة، وتضاعف إلى مليوني نسمة بحلول عام 1971. تجاوزت تورونتو مونتريال لتصبح أكبر مدن كندا من حيث عدد السكان ومركز البلاد الاقتصادي في الثمانينيات. خلال هذا الوقت، كان هناك نوع من عدم الاستقرار السياسي في مقاطعة كيبك، فانتقلت مقرات العديد من الشركات الوطنية والدولية من مونتريال إلى تورونتو ومدن غرب كندا.
في عام 1954، اتحدت مدينة تورونتو و12 من البلديات المحيطة بها حتى تكون منطقة تورونتو الحضرية. ازدهرت المدينة بعد الحرب بشكل سريع مما أدى إلى تطوير ضواحي المدينة. وبدأت المنطقة بتقديم العديد من الخدمات بما في ذلك الطرق السريعة وخدمات الشرطة والماء والنقل العام. لكن في نفس هذا العام، وبعد نصف قرن من وقوع الحريق الكبير، حلّت بالمدينة كارثة أخرى. تعرضت تورونتو إلى فيضانات ورياح شديدة مما أودى بحياة 81 شخص، وشرّد حوالي 1900 عائلة، وسبب للمدينة أضراراً كلفتها 25 مليون دولار.
في عام 1967، تم دمج البلديات السبع الصغرى في منطقة تورونتو الحضرية مع بلديات المنطقة الكبرى مما أدى إلى تكوين ست بلديات في المنطقة. في عام 1998، قامت الحكومة المحلية بحل حكومة المدينة ودمجت البلديات الستة مكونة بلدية واحدة وهي تورونتو، وبقيت المدينة على شكلها هذا حتى الآن. ميل لاستمان هو أول عمدة لتورونتو، تلاه ديفيد ميلر، ثم تلاه العمدة الحالي روب فورد.
احتفلت المدينة بذكرى إنشائها ال175 في 6 مارس عام 2009; حيث أنشئت في 6 مارس عام 1834. استضافت تورونتو قمة مجموعة العشرين في شهر يونيو من عام 2010، التي نُظمت بسببها أكبر عملية أمنية في تاريخ كندا لمواجهة الاحتجاجات التي اجتاحت المدينة. تعرضت المدينة في 8 يوليو 2013 إلى فيضانات شديدة وقُدّر عدد من قُطعت عنهم الكهرباء بعد العاصفة ب450,000. ذكر مطار تورونتو الدولي أن 126 ملم من الأمطار سقطت خلال 5 ساعات فقط، وهذا الرقم أكبر من ما حصل في كارثة فيضانات عام 1954.

## الجغرافيا

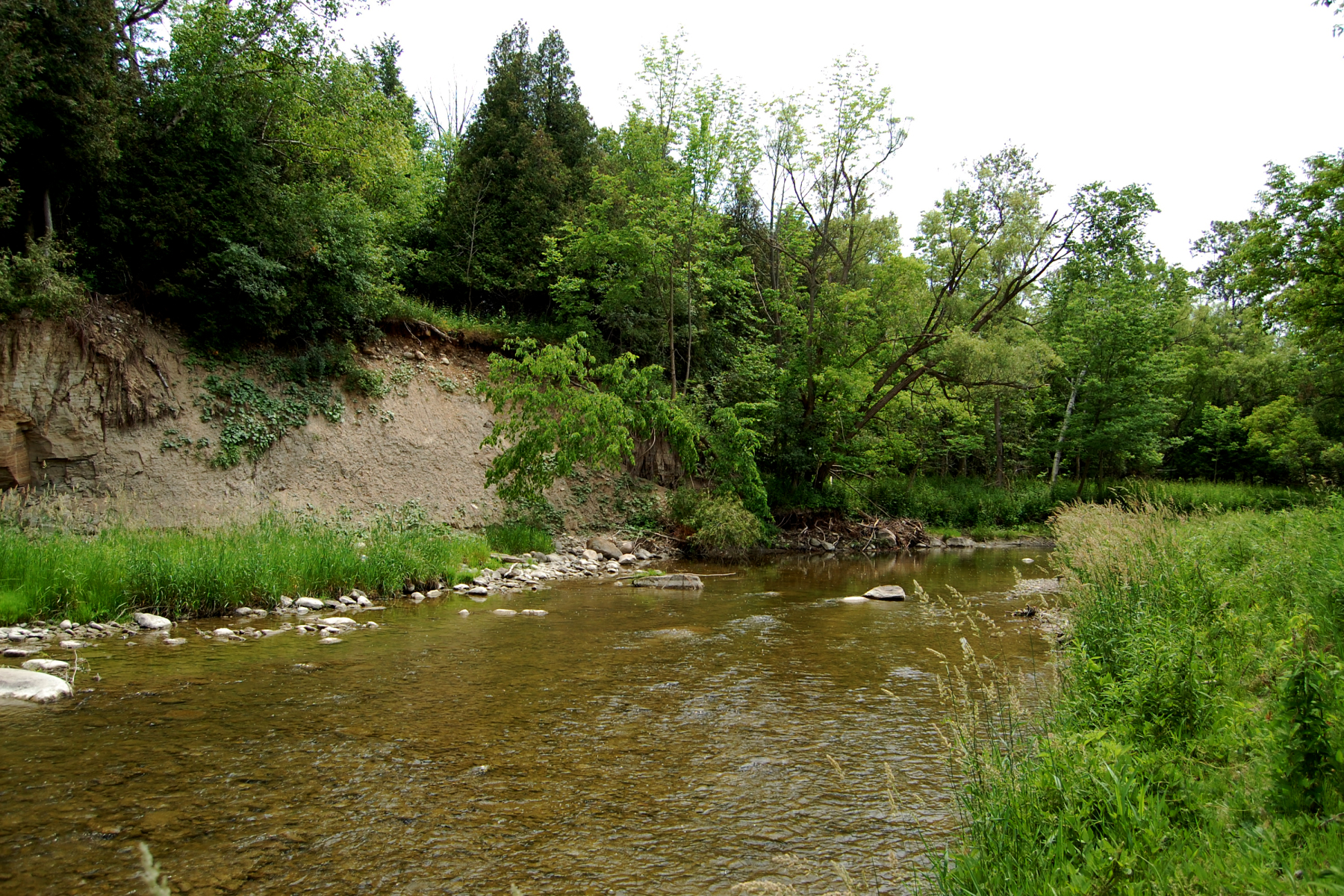
نهر روج.

تغطي مدينة تورونتو مساحة قدرها 630 كم مربع. أقصى مسافة من الشمال إلى الجنوب هي 21 كم، وأقصى مسافة من الشرق إلى الغرب هي 43 كم. كما تملك المدينة واجهة بحرية ترتفع 76.5 متر عن سطح البحر وتمتد لحوالي 46 كم  على الساحل الشمالي الغربي لبحيرة أونتاريو. تتشكل حدود المدينة من بحيرة أونتاريو من الجنوب، وجادّة ستيليس من الشمال، ونهر روج من الشرق، ونهر إيتوبيكوك كريك من الغرب. ترتفع أعلى نقطة في المدينة (تقاطع في جادّة ستيليس) 209 متر عن سطح البحر. يمتد في المدينة عدة أنهار وجداول يبلغ مجموع أطوالها 307 كم ويصب جميعها في بحيرة أونتاريو. تحتوي تورونتو على ما يقارب 10 ملايين شجرة، منها ما يزيد على 4 ملايين شجرة مملوكة ملكية عامة. حوالي 600,00 منها هي من أشجار الشوارع، وحوالي 3.5 مليون شجرة واقعة في الحدائق أو الوديان أو المناطق الطبيعية الأخرى.

## المناخ
مناخ تورونتو هو مناخ قاري رطب. الصيف فيها دافئ ورطب، أما الشتاء فهو بارد. تتعرض المدينة لأربعة فصول مختلفة مع تباين كبير في درجة الحرارة من يوم إلى آخر، لا سيما في فصل الشتاء. بسبب تحضّر المدينة وقربها من الماء، فإن درجة الحرارة لا تختلف كثيراً بين نهار اليوم وليله. يكون المناخ في المناطق ذات الكثافة السكانية أكثر دفئاً في الليل، وأقل برودة في فصل الشتاء من غيرها من المناطق (خصوصاً الأجزاء الشمالية من المدينة). لكنه يمكن أن يكون أكثر برودة في الربيع وفي أوقات الظهيرة من فصل الصيف تحت تأثير نسيم البحيرة.
يتميز شتاء تورونتو بالبرودة الشديدة في بعض الأوقات، حيث تبقى درجات الحرارة أقل من -10 أحياناً، بالإضافة إلى أن الرياح الباردة تجعل الطقس يبدو أكثر برودة. كما يمكن أن تسبب العواصف الثلجية التي تختلط أحياناً مع الثلج أو المطر بتعطيل الأعمال ووسائل المواصلات، حيث يمكن أن تتراكم الثلوج في الفترة ما بين شهر نوفمبر وحتى منتصف أبريل. لكن بما أن درجة الحرارة تتباين من يوم إلى آخر، فإن الطقس يصبح معتدلاً في بعض أيام الشتاء، ويسبب في إذابة الثلوج المتراكمة. صيف تورونتو رطب في معظم فتراته، وتكون درجة الحرارة عادة في نطاق 23 درجة مئوية إلى 31 درجة مئوية ومن الممكن أن تتجاوز 35 في بعض الأحيان مع ارتفاع واضح في نسبة الرطوبة. الربيع والخريف فصلان انتقاليان تتأرجح درجة الحرارة خلالهما بين الاعتدال والبرودة وبين الجفاف والرطوبة.
تهطل الأمطار في تورونتو على مدار السنة، خصوصاً في فصل الصيف الذي يعد موسماً للأمطار وخصوصاً أثناء حدوث العواصف الرعدية. يمكن أن يكون هناك فترات جفاف، ولكنها نادرة الحدوث. يبلغ متوسط هطول الأمطار السنوي حوالي 830 ملم، ومتوسط تساقط الثلوج السنوي حوالي 133 سم. تتعرض تورونتو إلى 2,038 ساعة تسطع في الشمس في المتوسط، أي 44% من ساعات النهار تتفاوت بين 27% في شهر ديسمبر و59% في شهر يوليو.

## الاقتصاد والإعلام
تعد تورونتو مركزاً دولياً للأعمال التجارية والمالية، كما تعد العاصمة لمالية لكندا. تحتوي تورونتو على الكثير من البنوك والشركات خصوصاً في شارع باي في حي الأعمال. بورصة تورونتو هي سابع أكبر بورصة في العالم من حيث القيمة السوقية، كما أن أكبر خمس مؤسسات مالية في تورونتو لديها مقرات وطنية في تورونتو. تورونتو هي أيضاً مركز مهم للإعلام والنشر وتكنولوجيا المعلومات وصناعة الأفلام. كما تنتمي إليها العديد من الشركات والمؤسسات الكندية البارزة مثل شركة خليج هدسون وفنادق فور سيزونس.
على الرغم من أن الكثير من الأنشطة الصناعية في المنطقة تجري خارج حدود المدينة، لا تزال مدينة تورونتو نقطة البيع والتوزيع لصالح القطاع الصناعي. ساعد موقع المدينة الإستراتيجي على طول خط كيبيك سيتي إلى ويندسور كوريدور على دعم صناعة السيارات، والحديد والصلب، والمواد الغذائية، والآلات، والكيماويات، والورق.
بلغ صافي الدين في تورونتو 4.4 مليار دولار اعتباراً من نهاية عام 2010 بزيادة 721 مليون دولار عن العام الذي سبقه، ولديها تصنيف ائتماني AA. كان معدل البطالة في المدينة 8.1% عام 2011 مسجلاً انخفاضاً قدرة 0.2% مقارنة بالعام الذي سبقه. تكلفة المعيشة في تورونتو هي الأعلى في البلاد.
تُعد تورونتو مركز الإعلام الرئيس في كندا. يصدر في المدينة العديد من الصحف، أهمها صحيفتا تورونتو ستار وتورونتو صن. تورونتو هي أيضاً مقر كبرى قنوات البلاد الناطقة باللغة الإنجليزية، مثل شبكة سي بي سي، وسي تي في، وإم تي في كندا.

## السكان

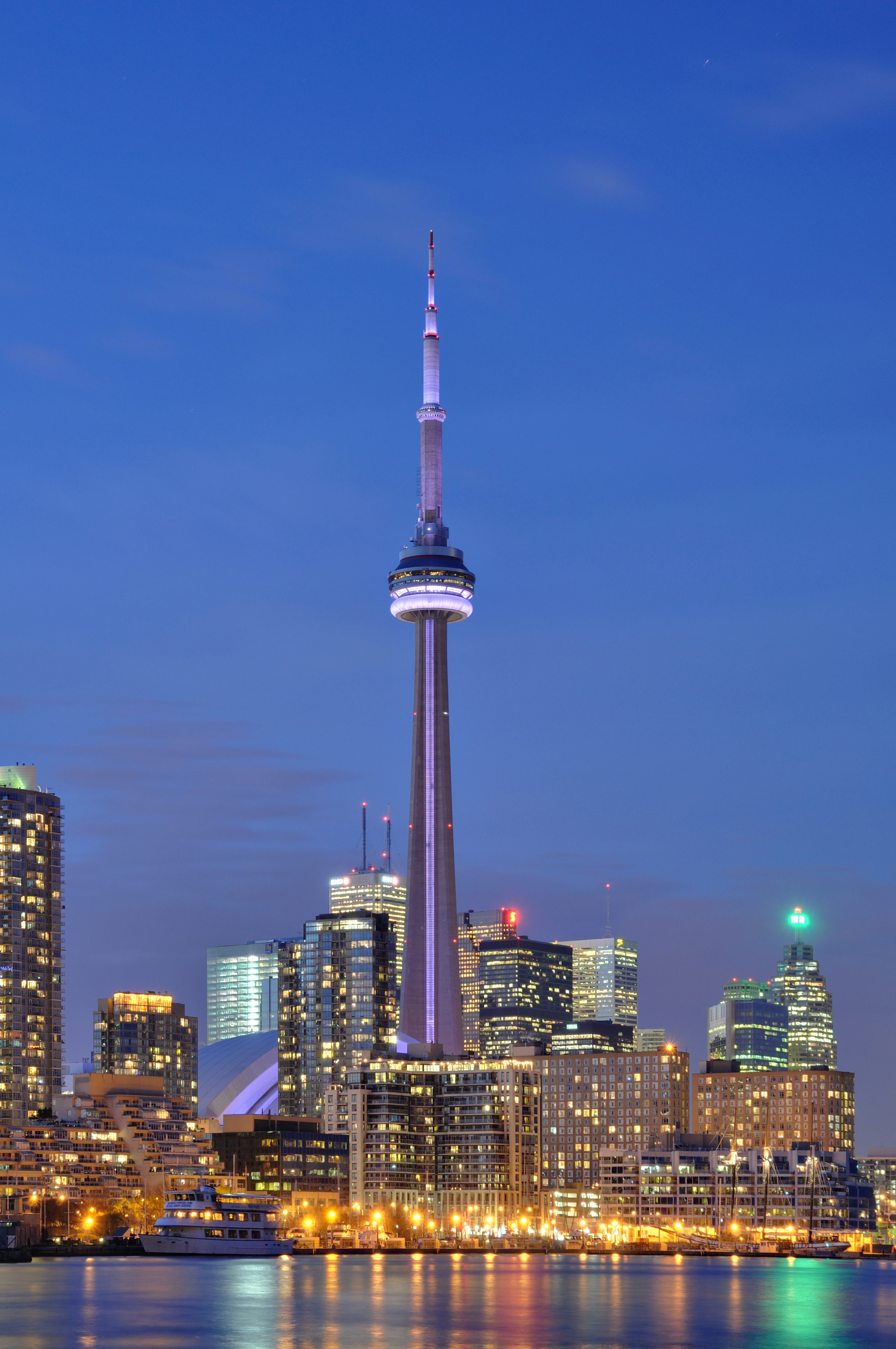
برج سي ان

نما عدد سكان المدينة (96,073 شخص) بين عامي 1996 و2001، و1% (21,787 شخص) بين عامي 2001 و2006، و4.3% (111,779 شخص) بين عامي 2006 و2011. يشكل سكان المدينة الذين تبلغ أعمارهم 14 سنة أو أقل 17.5% من سكان المدينة، أما الأشخاص الذين يبلغون 65 سنة أو أكثر فيشكلون 13.6% من السكان. متوسط عمر الفرد في المدينة هو 36.9 سنة، وشكل الإناث نسبة 52% من السكان والذكور يشكلون نسبة 48%; حيث تفوق الإناث على الذكور في جميع الفئات العمرية فوق العشرين سنة. وصلت نسبة الذين ولدوا خارج كندا إلى 49.9% من سكان تورونتو. اعتباراً من عام 2006، 46.9% من سكان تورونتو عدّوا أنفسهم من المنتمين إلى الأقليات الظاهرة،  ومن المتوقع أن تشمل هذه الأقليات أغلب سكان المدينة بحلول عام 2017. بينما كانت في عام 1981 تشكل 13.6% فقط من مجمل السكان.
وفقاً لبرنامج الأمم المتحدة الإنمائي، تورونتو لديها ثاني أعلى نسبة من السكان المولودين في الخارج بين مدن العالم بعد ميامي، فلوريدا. وبينما معظم سكان ميامي المولودين في الخارج هم من كوبا وغيرها من دول أمريكا اللاتينية، إلا أنه لا يوجد جنسية أو ثقافة معينة تهيمن على سكان تورونتو المهاجرين، فهي واحدة من أكثر مدن العالم تنوعاً. يصل تورونتو أكثر من 100,000 مهاجر كل عام، وبحلول عام 2031، سيشكل المنتمون إلى الأقليات الظاهرة حوالي 63% من السكان.
في عام 2006، زعم غالبية أهل تورونتو أن أصولهم العرقية ترجع إما كلياً أو جزئياً إلى إنجلترا (15.9%)، كندا (12.8%)، اسكتلندا (11.1%)، الصين (10.6%)، إيرلندا (10.5%)، الهند (9.6%)، إيطاليا (9.2%)، ألمانيا (5.1%)، فرنسا (4.8%)، بولندا (4.1%)، البرتغال (3.7%)، الفلبين (3.6%)، جامايكا (3.2%). أكبر خمسة أقليات ظاهرة في تورونتو هم الجنوب آسيويين (12.0%) ثم الصينيين (11.4%) ثم السود (8.4%) ثم الفلبينيين (4.1%) ثم اللاتينيين (2.6%). شكل سكان كندا الأصليون 0.5% من السكان ولكنهم لا يعتبرون من الأقليات.
المسيحية هي أكبر الطوائف الدينية في تورونتو. تقارير تعداد عام 2001 افادت أن 33.4% من السكان هم من الكاثوليك، يليهم البروتستانت بنسبة 21.4%، ثم الاورثوذوكس بنسبة 4.8% ثم الأقباط بنسبة 0.2%، بالإضافة إلى جماعات مسيحية أخرى بنسبة 3.9%. تحتوي تورونتو على أعداد كبيرة نسبياً من أتباع الميثودية، حيث يشار إليها أحياناً بروما الميثودية. الأديان الأخرى في تورونتو هي: الإسلام (5.5%)، والهندوسية (4.1%)، واليهودية (3.5%)، والبوذية (2.1%)، والسيخية (1.9%)، وغيرها من الديانات الشرقية (0.2%). كما يشكل اللا دينيون 16.6% من سكان المدينة.
في حين أن اللغة الإنجليزية هي اللغة السائدة في تورونتو، هناك العديد من اللغات الأخرى التي لديها أعداد كبيرة من المتحدثين، مثل الصينية التي تأتي في المركز الثاني، والإيطالية التي تحل في المركز الثالث في الأعمال. نتيجة لذلك، جُهزت خدمات الطوارئ في المدينة للرد بأكثر من 150 لغة.

## الرياضة

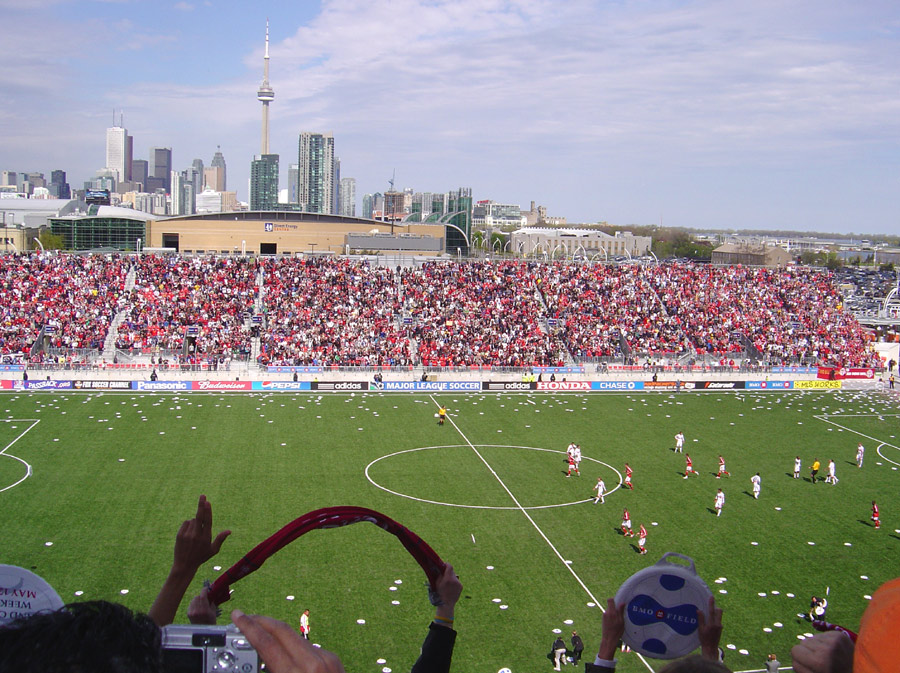
ملعب بي إم أو فيلد.

تُمثل تورونتو في العديد من البطولات الرياضية الرئيسية في قارة أمريكا الشمالية، منها دوري الهوكي الوطني، ودوري كرة القاعدة الرئيسي، والرابطة الوطنية لكرة السلة، وكذلك الدوري الأمريكي لكرة القدم. تحتوي المدينة على العديد من الملاعب التي تُقام فيها مختلف المسابقات الرياضية، مثل ملعب بي إم أو فيلد لكرة القدم. على الرغم من ذلك، صُنّفت تورونتو كأسوأ مدينة رياضية في أمريكا الشمالية من قِبل إي إس بي إن بسبب ضعف أداء فرقها المحترفة.
تستضيف تورونتو -جنباً إلى جنب مع مونتريال- تنس سنوية تُسمى كأس روجرز بين شهري يوليو وأغسطس. تُقام منافسات الرجال في السنوات الفردية في مونتريال، في حين تُقام منافسات النساء في تورونتو، والعكس بالعكس في السنوات الزوجية.
كانت تورونتو إحدى المدن المرشحة لاستضافة دورة الألعاب الأوليمبية الصيفية لعام 1996، وكذلك لعام 2008، لكنها خسرت لصالح أتلانتا، جورجيا وبكين على التوالي. فكرت اللجنة الأولمبية الكندية في الترشح مرة أخرى لعام 2020، لكنها أعلنت في أغسطس 2011 أن المدينة لن تترشح للاستضافة.

## التعليم

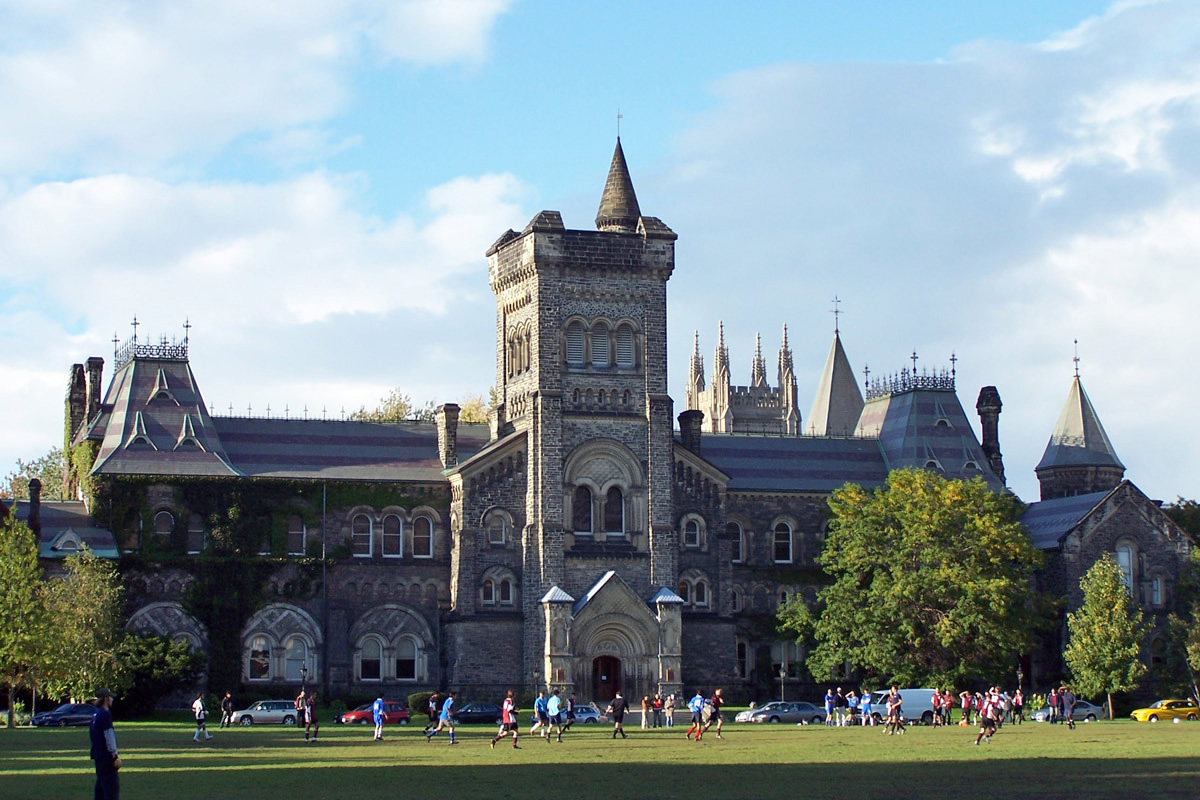
جامعة تورونتو

تحتوي تورونتو على العديد من المؤسسات الأكاديمية للتعليم العالي، مثل جامعة تورونتو التي تأسست عام 1827. تقع جامعة يورك التي تأسست عام 1959 في الجزء الشمالي الغربي من المدينة، وهي ثالث أكبر جامعات البلاد. يُدير مجلس التعليم المحلي بتورونتو 558 مدرسة حكومية، منها 451 مدرسة ابتدائية، و102 مدرسة ثانوية. تحتوي تورونتو على العديد من المكتبات، أهمها مكتبة تورونتو العامة التي تتألف من 98 فرع وأكثر من 12 مليون كتاب في الوقت الحاضر.

## الأمن
أدى انخفاض معدل الجريمة في تورونتو  إلى حصولها على سمعة جيدة باعتبارها واحدة من أكثر المدن الكبرى أماناً في أمريكا الشمالية.<على سبيل المثال، في عام 2007، بلغ معدل القتل في تورونتو 3.3 لكل 100,000 شخص، مقارنة مع (19.7) في أتلانتا، و(10.3) في بوسطن،و (10.0) في لوس أنجلوس، و(6.3) في نيويورك و(3.1) في فانكوفر، و(2.6) في مونتريال. أما معدل عمليات السطو فهو منخفض أيضاً في تورونتو، حيث تحدث 207.1 سرقة لكل 100,000 شخص، مقارنة مع (348.5) في لوس أنجلوس، و(266.2) في فانكوفر، و(265.9) في نيويورك، و(235.3) في مونتريال. معدلات سرقة السيارات مماثلة تقريباً مع مثيلاتها في العديد من المدن الأمريكية، لكنها ليست من أعلى المعدلات في كندا.
سُجل أكبر عدد من جرائم القتل في تورونتو عام 1991 بواقع 89 جريمة حدثت في ذلك العام، بمعدل 3.9 لكل 100,000 شخص. في عام 2005، أطلقت وسائل الإعلام في تورونتو مصطلح سنة المسدسات وذلك لأن 52 جريمة قتل من أصل 80 ارتكبت بوساطة مسدس. انخفض عدد الجرائم إلى 70 جريمة فقط عام 2006، ثم ما لبث أن ارتفع مرة أخرى إلى 84 جريمة في عام 2007، نصفهم ارتكب بوساطة مسدسات تقريباً. ارتفعت معدلات الجرائم المتصلة بالعصابات بين عامي 1997 و2005، حيث وقعت أكثر من 300 جريمة ذات صلة بالعصابات في تلك الفترة. نتيجة لذلك، وضعت الحكومة إستراتيجيات للحد من استخدم المسدسات. انخفض معدل جرائم القتل عام 2011 حوالي 26% مقارنة بالعام السابق بواقع 45 جريمة قتل فقط ارتكبت في 2011، وهو أقل رقم سُجل منذ عام 1986.

## أعلام

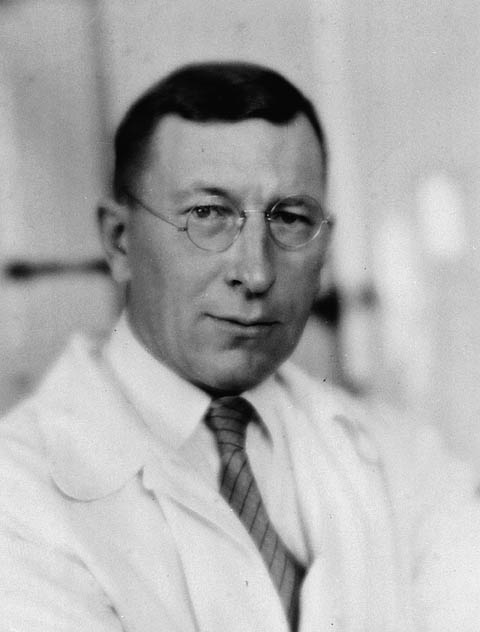
فريدريك بانتنغ.

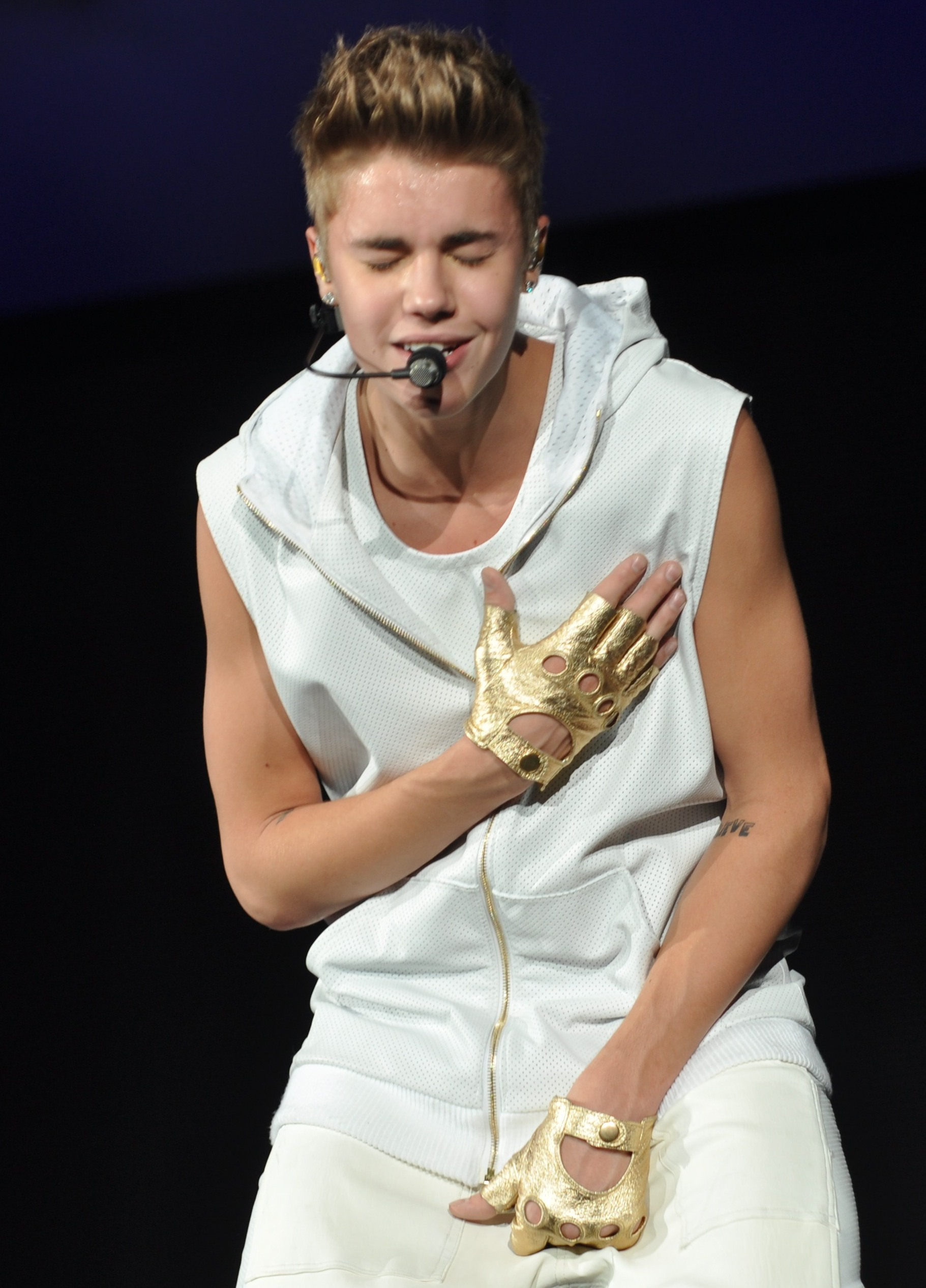
جستن بيبر.

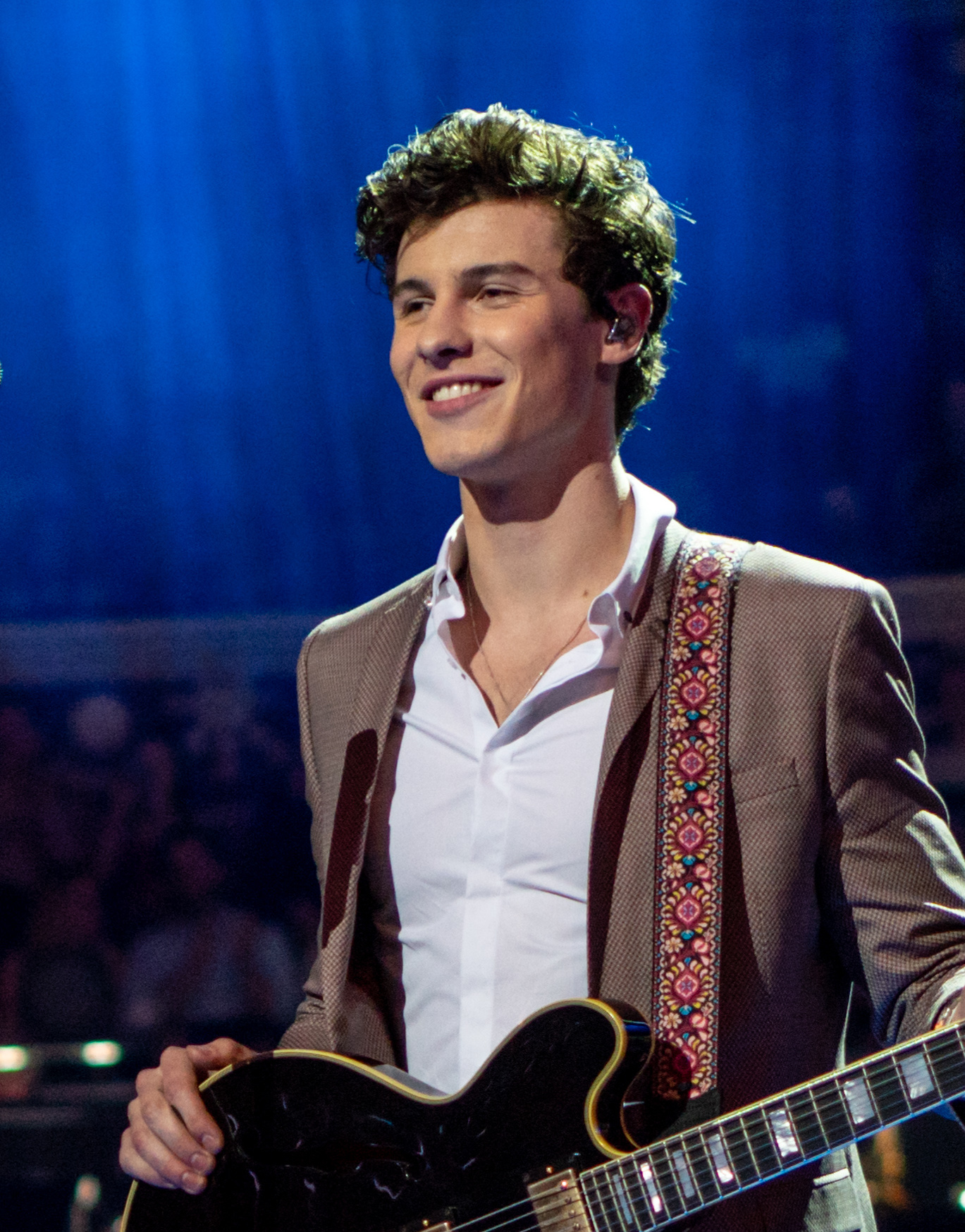
شون مينديز

هذه قائمة تتضمن شخصيات معروفة عاشت في تورونتو:
- فريدريك بانتنغ، طبيب حاصل على جائزة نوبل لعام 1923.
- تشارلز بست، طبيب.
- سكوت ماكدونالد كوكستر، أحد أبرز علماء الهندسة الرياضية في القرن العشرين.
- جون مكليود، طبيب حاصل على جائزة نوبل مناصفة مع فريدريك بانتنغ.
- جون تشارلس بولانيي، كيميائي حاصل على جائزة نوبل لعام 1986.
- بيتر جينينغز، إعلامي.
- جيمس راندي، لاعب خفة.
- فرانك جيري، مهندس معماري.
- مارغريت آتوود، كاتبة وشاعرة.
- مايكل إغناتييف، زعيم المعارضة في البرلمان الكندي.
- جاين جاكوبز، صحفية.
- ديفد كروننبرغ، مخرج.
- أتوم أجويان، مخرج.
- ماري بيكفورد، ممثلة.
- جيم كاري، ممثل.
- هايدن كرستنسين، ممثل.
- هاوي مانديل، ممثل وكوميدي.
- راسل بيترز، كوميدي.
- كريستوفر بلامر، ممثل.
- سارة بيلي، ممثلة.
- تريش ستراتس، كوميدية ومصارعة سابقة في دبليو دبليو إي.
- غلين غولد، عازف بيانو.
- جوردون لايتفوت، مطرب وكاتب أغاني.
- بيلي تالنت، فرقة روك.
- نيل يونغ، موسيقي وملحن.
- جاستن بيبر، مغنٍ شهير.
- شون مينديز.مغن شهير.

## العلاقات الدولية
مدن شريكة:
| - تشونغتشينغ (1986) - شيكاغو (1991) - فرانكفورت (1989) - ميلانو (2002) | مدن صديقة: - هو تشي منه (2006) - كييف (1991) - كيتو (2006) - ساغاميهارا (1991) - وارسو (1990) |

## وصلات خارجية
- الموقع الرسمي (بالإنجليزية)
- تورونتو السياحة (بالإنجليزية)
- صور تورونتو نسخة محفوظة 9 مايو 2007 على موقع واي باك مشين.